# Kampen om tungtvannet
Kampen om tungtvannet (alternatieve titel: The Heavy Water War (VS) en The Saboteurs (VK)) is een zesdelige dramaserie die voor het eerst werd uitgezonden op 4 januari 2015 op NRK1. De serie is een Noors-Deens-Brits-Tsjechisch-Zweedse coproductie en vertelt het verhaal van de achtergrond en de gang van zaken rond de geheime sabotageaanval Operatie Freshman en Operatie Gunnerside tegen de fabriek van Norsk Hydro in Vemork bij Rjukan tijdens de Tweede Wereldoorlog. De strijd om zwaar water gaat ook in op wat er gebeurde tijdens de planning van de acties in Groot-Brittannië en hoe de actie het kernenergieprogramma van het nationaalsocialistische Duitsland beïnvloedde.

## Verhaal
De serie begint in Stockholm in 1933 wanneer de Duitse wetenschapper Werner Heisenberg de Nobelprijs voor de natuurkunde krijgt en wordt gefeliciteerd door zijn mentor Niels Bohr, die eerder de Nobelprijs had ontvangen.
De officieren en leden van het Noorse verzet en hun bondgenoten zullen een plan bedenken om Hitlers bedoelingen om de atoombom te krijgen tijdens de Tweede Wereldoorlog teniet te doen en een groep zal de belangrijkste sabotage uitvoeren tegen de zwaarwaterproductie-installatie van het bedrijf in Rjukan in Midden-Noorwegen. Zwaar water is een basiscomponent in het onderzoek naar de productie van atoombommen en Duitsland heeft een zeer groot strategisch belang bij de bescherming van de fabriek om de productie ervan te verzekeren.
De gebeurtenissen worden vanuit vier hoeken bekeken: de Duitse kant (door het wetenschappelijk onderzoek van atoomenergie onder leiding van Werner Heisenberg), de geallieerden (zowel op hun hoofdkwartier in Londen als op de Schotse basis waar de sabotages gepland zijn), de saboteurs (de Noorse commando dat belast is met het uitvoeren van de aanslagen) en het team van het bedrijf (de fabrikant van zwaar water en zijn managers).

## Rolverdeling
| Acteur                   | Personage                     |
| ------------------------ | ----------------------------- |
| Andreas Döhler           | Kurt Diebner                  |
| Robert Hunger-Bühler     | Emil Leeb                     |
| Marc Ben Puch            | Major Decker                  |
| Christoph Bach           | Werner Heisenberg             |
| Peri Baumeister          | Elisabeth Heisenberg          |
| Espen Reboli Bjerke      | Jomar Brun                    |
| Torstein Bjørklund       | Arne Kjelstrup                |
| Endre Sivertsen Ellefsen | Hans Storhaug                 |
| Ole Christoffer Ertvaag  | Birger Strømsheim             |
| Eirik Evjen              | Kasper Idland                 |
| Anna Friel               | Julie Smith                   |
| Ragnhild H. Myntevik     | Astrid                        |
| Benjamin Helstad         | Jens-Anton Poulsson           |
| Espen Klouman Høiner     | Leif Tronstad                 |
| Frank Kjosås             | Knut Haukelid                 |
| Rolf Kristian Larsen     | Einar Skinnarland             |
| Mads Sjøgård Pettersen   | Fredrik Kayser                |
| Søren Pilmark            | Niels Bohr                    |
| Christian Rubeck         | Claus Helberg                 |
| Maibritt Saerens         | Ellen Henriksen               |
| Audun Sandem             | Knut Haugland                 |
| Tobias Santelmann        | Joachim Rønneberg             |
| Dennis Storhøi           | Bjørn Henriksen               |
| Pip Torrens              | Wilson                        |
| Stein Winge              | Axel Aubert                   |
| David Zimmerschied       | Carl Friedrich von Weizsäcker |

## Afleveringen
| Aflevering | Titel        | Originele uitzenddatum |  |
| --- | ------------ | ---------------------- |  |
| 1 | Aflevering 1 | 4 januari 2015         |  |
| Duitsland valt Noorwegen binnen en bestelt een verdubbeling van de productie in de zwaarwaterfabriek in Rjukan. De Noorse professor Leif Tronstad vlucht naar Engeland om de geallieerden te waarschuwen voor wat volgens hem een poging is om een Duitse atoombom te bouwen.          |              |                        |  |
| 2 | Aflevering 2 | 4 januari 2015         |  |
| Tronstad legt contact met het Ministerie van Oorlog en er wordt een plan opgesteld om de Hydro-installaties te vernietigen. In Rjukan wordt de nieuwe directeur Erik Henriksen geconfronteerd met sabotage van de zwaarwaterinstallatie. Operatie Grouse is een rampzalige mislukking. |              |                        |  |
| 3 | Aflevering 3 | 11 januari 2015        |  |
| De Amerikanen staan erop de zwaarwaterfabriek te bombarderen, maar Tronstad haalt de geallieerden over om in plaats daarvan een team Noren te sturen. In Duitsland belooft Nobelprijswinnaar Werner Heisenberg een doorbraak in de ontwikkeling van een nazi-atoombom.                 |              |                        |  |
| 4 | Aflevering 4 | 18 januari 2015        |  |
| Heisenberg wordt benoemd tot directeur van het Kaiser Wilhelm Instituut. Het Gunnerside-team slaagt erin de Hydro-fabriek te beschadigen, maar de Duitsers beginnen een grote zoektocht naar de saboteurs en geven opdracht tot onmiddellijke herbouw van de zwaarwaterfaciliteiten.   |              |                        |  |
| 5 | Aflevering 5 | 25 januari 2015        |  |
| Werner Heisenberg moet zijn onderzoek voortzetten zonder zwaar water. Als ze horen dat de Duitsers de fabriek aan het herbouwen zijn, besluiten de Amerikanen deze te bombarderen. Het bombardement veroorzaakt minimale schade.                                                       |              |                        |  |
| 6 | Aflevering 6 | 1 februari 2015        |  |
| De Duitsers besluiten de productie van zwaar water van Noorwegen naar Duitsland te verplaatsen. De geallieerden geven de overgebleven leden van het Gunnerside-team opdracht om de veerboot met zwaarwatervoorzieningen over het meer vanuit Rjukan te laten zinken.                   |              |                        |  |

## Prijzen en nominaties
| Jaar | Prijs                                                                       | Categorie                         | Genomineerde(n)                                                               | Uitslag  |
| ---- | --------------------------------------------------------------------------- | --------------------------------- | ----------------------------------------------------------------------------- | -------- |
| 2015 | Festival international de programmes audiovisuels documentaires de Biarritz | Televisieseries en series: muziek | Kristian Eidnes Andersen                                                      | Gewonnen |
| 2015 | Noorse Golden Screen                                                        | Beste televisiedrama              | Beste televisiedrama                                                          | Gewonnen |
| 2015 | Noorse Golden Screen                                                        | Beste Regie                       | Per-Olav Sørensen                                                             | Gewonnen |
| 2015 | Noorse Golden Screen                                                        | Beste acteur                      | Dennis Storhøi                                                                | Gewonnen |
| 2015 | Noorse Golden Screen                                                        | Beste kostuumontwerp              | Karen Fabritius Gram                                                          | Gewonnen |
| 2015 | Noorse Golden Screen                                                        | Beste productieontwerp            | Karl Júlíusson                                                                | Gewonnen |
| 2015 | Noorse Golden Screen                                                        | Beste visuele effecten            | Torgeir Busch (artdirector) & Verhaallijn NOR (bedrijf voor visuele effecten) | Gewonnen |
| 2015 | Prix Italia                                                                 | Televisiedrama - series en series | Televisiedrama - series en series                                             | Gewonnen |